# 劉道元
劉道元（1902年3月14日—1996年11月3日），本名清泗、字道元，山東省曹縣人，中華民國政治人物、教育家。曾任山東省政府教育廳廳長、國立中興大學校長。

## 家庭背景
劉道元出身世家，幼小即聰穎過人，深為父母鍾愛。與同鄉的妻子范永清育有二子，不幸妻子於1938年病逝。長子中我，曾任職美國太空總署，不幸英年早逝；次子庸我則從軍，陸軍官校畢業，任上校旅長、三軍大學教官、萬能工專總教官。

## 生平
1926年，畢業於山東省立第六中學，旋考北京大學經濟學系，深獲胡適、陶希聖等教授器重，大學期間即編纂兩本田賦土地專書。
1933年，北大畢業後婉拒北大歷史系專任機會，返鄉即入山東省政府敎育廳工作。由科員秘書作起，歷升至主任秘書代理廳長以至廳長。抗戰期間以敵後戰區省政府的戰時編組，改任政務廳長。抗戰勝利，恢復原建制，而續任民政廳長、省秘書長。前後在山東省政府工作16年。
1947年，劉道元以省政府顧問名義赴美考察，進入科羅拉多州立大學研究財政經濟，1952年獲得碩士學位。原本打算繼續攻讀博士，適逢中共叛亂，遂打消念頭，毅然至臺灣為國效力。

### 中興大學時期
來到臺灣後，劉道元應聘中興大學擔任農經系教授，並從事教務工作，由教師、教授、訓導長，再經歷教務長、校長前後20年。
1966年11月，中興大學前校長湯惠蓀校長因公殉職，劉道元奉命代理校長。
1967年4月，真除為興大校長，1971年中興大學改制為國立大學，續任校長。
劉道元為省立中興大學第三任校長、改制後第一任（1967-1972），任內積極擴建校舍（台中本校區：惠蓀堂、圖書館、學生宿舍等；台北校區：惠蓀北樓、教職員宿舍、學生宿舍樂群大樓）、充實設備，增加校地19公頃，為中興大學拓展校地的功臣。五年任期中，為興大增加職員編制名額75名、增加校地19公頃、成立文學院並同時兼任文學院長，並成立台中夜間部、改制為國立大學。
劉道元在興大治學期間，培育不少英才，天下文化創辦人高希均曾表示自己的經濟受劉道元啟蒙、國際預測專家林英祥當時也受到劉道元鼓勵，赴美求學。
1968年，劉道元負責主持大專聯考，因籌劃周密零缺點，而獲得教育部明令嘉獎，在此之前並無先例。
1996年，劉道元壽終於台中市中山醫院。

## 著作
- 《中國中古時期的田賦制度》
- 《兩宋田賦制度》
- 《新資本主義論集》
- 《九十自述上: 興大校長劉道元》（2001，龍文出版社，ISBN 9789572006078）
- 《九十自述下: 興大校長劉道元》（2001，龍文出版社，ISBN 9789572006085）

| 教育職務                   | 教育職務                                             | 教育職務                   |
| -------------------------- | ---------------------------------------------------- | -------------------------- |
| 中興大學                   |                                                      |                            |
| 前任： 湯惠蓀 第二任       | 省立中興大學校長 代理 1966年11月21日－1967年4月19日  | 繼任： 劉道元 第三任       |
| 前任： 劉道元 (代理)       | 省立中興大學校長 第三任 1967年4月20日－1971年6月30日 | 繼任： 劉道元 改制後第一任 |
| 前任： 劉道元 省立中興大學 | 國立中興大學校長 第一任 1971年7月01日－1972年7月31日 | 繼任： 羅雲平              |